# Список епізодів серіалу Зоряний шлях: Дискавері

У даному переліку представлено список епізодів американського серіалу «Зоряний шлях: Дискавері». Це сьома частина франшизи «Зоряний шлях» і перша серія з моменту закінчення серіалу «Зоряний шлях: Ентерпрайз» 2005 року. «Дискавері» починається приблизно за десять років до подій оригінального серіалу і розповідає про різні пригоди екіпажу «USS Discovery».
Станом на 18 квітня 2019 року вийшло 29 серій «Зоряного шляху: Дискавері», що відбулися в двох сезонах. Прем'єра 13-серійного третього сезону має відбутися 15 жовтня 2020 року.
Сезон 1 (2017—2018)
| № п/п | № в сезоні | Назва                                                                                    | Режисер            | Сценарист                                      | Оригінальний показ | Глядачів у США (млн) |
| ----- | ---------- | ---------------------------------------------------------------------------------------- | ------------------ | ---------------------------------------------- | ------------------ | -------------------- |
| 1     | 1          | «The Vulcan Hello» «Вулканський салют»                                                   | Девід Семел        | Браян Фуллер, Алекс Куртцман, Аківа Голдсман   | 24 вересня 2017    | 9.5                  |
| 2     | 2          | «Battle at the Binary Stars» «Битва біля подвійної зірки»                                | Адам Кейн          | Браян Фуллер, Гретхен Дж. Берг, Аарон Гарбертс | 24 вересня 2017    | 9.5                  |
| 3     | 3          | «Context Is for Kings» «Винятки для королів»                                             | Аківа Голдсман     | Браян Фуллер, Гретхен Дж. Берг                 | 1 жовтня 2017      | Буде визначено       |
| 4     | 4          | «The Butcher's Knife Cares Not for the Lamb's Cry» «Ніж м'ясника не чує стогонів янгяти» | Олатунде Осунсанмі | Джессі Александер, Арон Елі Колейт             | 8 жовтня 2017      | Буде визначено       |
| 5     | 5          | «Choose Your Pain» «Вибери свій біль»                                                    | Лі Роуз            | Гретхен Дж. Берг, Аарон Гарбертс, Кемп Пауерс  | 15 жовтня 2017     | Буде визначено       |
| 6     | 6          | «Lethe» «Лета»                                                                           | Дуглас Аарніокоскі | Джо Меноскі і Тед Салліван                     | 22 жовтня 2017     | Буде визначено       |
| 7     | 7          | «Magic to Make the Sanest Man Go Mad» «Спокуса, засліпляюча часами й мудрих»             | Девід М. Баррет    | Арон Ілай Колейт і Джессі Александер           | 29 жовтня 2017     | Буде визначено       |
| 8     | 8          | «Si Vis Pacem, Para Bellum» «Хочеш миру - готуйся до війни»                              | Джон С. Скотт      | Кірстен Бейєр                                  | 5 листопада 2017   | Буде визначено       |
| 9     | 9          | «Into the Forest I Go» «Мандрівка в ліс»                                                 | Кріс Бьорн         | Бо Юн Кім і Еріка Ліппольдт                    | 12 листопада 2017  | Буде визначено       |
| 10    | 10         | «Despite Yourself» «Всупереч собі»                                                       | Джонанан Фрейкс    | Шон Кохрен                                     | 7 січня 2018       | Буде визначено       |
| 11    | 11         | «The Wolf Inside» «Внутрішній вовк»                                                      | Т. Дж. Скотт       | Ліза Рендольф                                  | 14 січня 2018      | Буде визначено       |
| 12    | 12         | «Vaulting Ambition» «Нестримне честолюбство»                                             | Ханель Кулпеппер   | Джордон Надіно                                 | 28 січня 2018      | Буде визначено       |
| 13    | 13         | «What's Past is Prologue» «Все, що було, не повернути»                                   | Олатунде Осунсанмі | Тед Салліван                                   | 28 січня 2018      | Буде визначено       |
| 14    | 14         | «The War Without, The War Within» «Війна ззовні і всередині»                             | Девід Соломон      | Ліса Рендольф                                  | 4 лютого 2018      | Буде визначено       |
| 15    | 15         | «Will You Take My Hand?» «Чи візьмеш ти мене за руку?»                                   | Аківа Голдсман     | Гретхен Дж. Берг і Аарон Галбертс              | 11 лютого 2018     | Буде визначено       |

Сезон 2 (2019)
| № п/п | № в сезоні | Назва                                                        | Режисер            | Сценарист                                         | Оригінальний показ | Глядачів у США (млн) |
| ----- | ---------- | ------------------------------------------------------------ | ------------------ | ------------------------------------------------- | ------------------ | -------------------- |
| 16    | 1          | «Brother» «Брат»                                             | Алекс Курцман      | Тед Салліван, Гретхен Дж. Берг, Аарон Гарбертс    | 17 січня 2019      | Буде визначено       |
| 17    | 2          | «New Eden» «Новий Едем»                                      | Джонатан Фрейкс    | Аківа Голдсман, Тед Кохрен                        | 24 січня 2019      | Буде визначено       |
| 18    | 3          | «Point of Light» «Точка світла»                              | Олатунде Осунсанмі | Ендрю Колвілл                                     | 31 січня 2019      | Буде визначено       |
| 19    | 4          | «An Obol for Charon» «Обол для Харона»                       | Лі Роуз            | Джордон Нардіно, Гретхен Дж. Берг, Аарон Галбертс | 7 лютого 2019      | Буде визначено       |
| 20    | 5          | «Saints of Imperfection» «Святі недосконалості»              | Девід Барретт      | Кірстен Бейєр                                     | 14 лютого 2019     | Буде визначено       |
| 21    | 6          | «The Sounds of Thunder» «Звук грому»                         | Дуглас Аарніокоскі | Бо Юн Кім; Еріка Ліппольдт                        | 21 лютого 2019     | Буде визначено       |
| 22    | 7          | «Light and Shadows» «Світло й тіні»                          | Марта Каннінгем    | Тед Салліван; Вон Вілмотт                         | 28 лютого 2019     | Буде визначено       |
| 23    | 8          | «If Memory Serves» «Якщо працює пам'ять»                     | Т. Дж. Скотт       | Ден Дворкін; Джей Бітті                           | 7 березня 2019     | Буде визначено       |
| 24    | 9          | «Project Daedalus» «Проєкт Дедал»                            | Джонатан Фрейкс    | Мішель Парадайз                                   | 14 березня 2019    | Буде визначено       |
| 25    | 10         | «The Red Angel» «Червоний ангел»                             | Ганель Кулпеппер   | Кріс Сільвестрі; Ентоні Маранвілль                | 21 березня 2019    | Буде визначено       |
| 26    | 11         | «Perpetual Infinity» «Нескінченна вічність»                  | Майя Врвило        | Алан Макелрой; Брендон Шульц                      | 28 березня 2019    | Буде визначено       |
| 27    | 12         | «Through the Valley of Shadows» «Долиною смертоносних тіней» | Дуглас Аарніокоскі | Бо Юн Кім; Еріка Ліппольдт                        | 4 квітня 2019      | Буде визначено       |
| 28    | 13         | «Such Sweet Sorrow» «Така солодка печаль-1»                  | Олатунде Осунсанмі | Мішель Парадайз; Дженні Люмет; Алекс Курцман      | 11 квітня 2019     | Буде визначено       |
| 29    | 14         | «Such Sweet Sorrow» «Така солодка печаль-2»                  | Олатунде Осунсанмі | Мішель Парадайз; Дженні Люмет; Алекс Курцман      | 18 квітня 2019     | Буде визначено       |

Сезон 3 (2020)
| № п/п | № в сезоні | Назва                                                    | Режисер              | Сценарист                                          | Оригінальний показ | Глядачів у США (млн) |
| ----- | ---------- | -------------------------------------------------------- | -------------------- | -------------------------------------------------- | ------------------ | -------------------- |
| 30    | 1          | «That Hope Is You, Part 1» «Ця надія - це ти, частина 1» | Олатунде Осунсанмі   | Тед Салліван, Гретхен Берг, Аарон Гарбертс         | 15 жовтня 2020     | Буде визначено       |
| 31    | 2          | «Far From Home» «Далеко від дому»                        | Олатунде Осунсанмі   | Мішель Парадайз, Дженні Люмет, Алекс Курцман       | 22 жовтня 2020     | Буде визначено       |
| 32    | 3          | «People of Earth» «Люди Землі»                           | Джонатан Фрейкс      | Бо Йон Кім та Еріка Ліппольдт                      | 29 жовтня 2020     | Буде визначено       |
| 33    | 4          | «Forget Me Not» «Незабудка»                              | Ганел Калпеппер      | Алан Макелрой; Кріс Сільвестрі та Ентоні Маранвіль | 5 листопада 2020   | Буде визначено       |
| 34    | 5          | «Die Trying» «Померти в зусиллях»                        | Майя Врвілло         | Кірстен Бейєр                                      | 12 листопада 2020  | Буде визначено       |
| 35    | 6          | «Scavengers» «Стерв'ятники»                              | Дуглас Аарніокоскі   | Енн Кофелл Сондерс                                 | 19 листопада 2020  | Буде визначено       |
| 36    | 7          | «Unification III» «Об'єднання-3»                         | Джон Дудковскі       | Кірстен Бейєр                                      | 26 листопада 2020  | Буде визначено       |
| 37    | 8          | «The Sanctuary» «Святилище»                              | Джонатан Фрейкс      | Кеннет Лі; Брендон Шульц                           | 3 грудня 2020      | Буде визначено       |
| 38    | 9          | «Terra Firma» «Земна твердь-1»                           | Омар Мадга           | Алан Макелрой                                      | 10 грудня 2020     | Буде визначено       |
| 39    | 10         | «Terra Firma» «Земна твердь-2»                           | Хлое Домонт          | Калінда Васкес                                     | 17 грудня 2020     | Буде визначено       |
| 40    | 11         | «The Citadel» «Цитадель (Су'Кал)»                        | Енні Кофелл Саундерс | Норма Бейлі                                        | 24 грудня 2020     | Буде визначено       |
| 41    | 12         | «The Good of the People» «Добро людей (Це — приплив…»    | Кеннет Лі            | Джонатан Фрейкс                                    | 31 грудня 2020     | Буде визначено       |
| 42    | 13         | «That Hope Is You, Part 2» «Ця надія — це ти, частина 2» | Олатунде Осунсанмі   | Мішель Парадайз                                    | 7 січня 2021       | Буде визначено       |

Сезон 4 (2021)
| № п/п | № в сезоні | Назва                                        | Режисер                           | Сценарист                                    | Оригінальний показ | Глядачів у США (млн) |
| ----- | ---------- | -------------------------------------------- | --------------------------------- | -------------------------------------------- | ------------------ | -------------------- |
| 43    | 1          | «Kobayashi Maru» «Кобаясі Мару»              | Олатунде Осунсанмі                | Мішель Парадайз, Дженні Люмет, Алекс Курцман | 18 листопада 2021  | Буде визначено       |
| 44    | 2          | «Anomaly» «Аномалія»                         | Олатунде Осунсанмі                | Енн Кофелл Сондерс, Гленіз Маллінс           | 25 листопада 2021  | Буде визначено       |
| 45    | 3          | «Choose to Live» «Вибери життя»              | Крістофер Дж. Бірн                | Террі Г'юз Бертон                            | 2 грудня 2021      | Буде визначено       |
| 46    | 4          | «All Is Possible» «Все можливо»              | Джон Оттман                       | Алан МакЕлрой; Ерік Дж. Роббінс              | 9 грудня 2021      | Буде визначено       |
| 47    | 5          | «The Examples» «Приклади»                    | Лі Роуз                           | Кайл Джарроу                                 | 16 грудня 2021     | Буде визначено       |
| 48    | 6          | «Stormy Weather» «Штормова погода»           | Джонатан Фрейкс                   | Енн Кофелл Сондерс; Брендон Шульц            | 23 грудня 2021     | Буде визначено       |
| 49    | 7          | «...But to Connect» «...Але для підключення» | Лі Роуз                           | Террі Г'юз Бертон; Карлос Сіско              | 30 грудня 2021     | Буде визначено       |
| 50    | 8          | «All In» «Все зразу»                         | Крістофер Дж. Бірн; Джен Макговен | Шон Кокран                                   | 8 січня 2022       | Буде визначено       |
| 51    | 9          | «Rubicon» «Рубікон»                          | Енді Армаганян                    | Алан Макелрой                                | 17 січня 2022      | Буде визначено       |
| 52    | 10         | «The Galactic Barrier» «Галактичний бар'єр»  | Дебора Кампмайєр                  | Енн Кофелл Сондерс                           | 24 лютого 2022     | Буде визначено       |
| 53    | 11         | «Rosetta» «Розетта»                          | Джефф Берд; Джен Макгоуен         | Террі Г'юз Бертон                            | 22 лютого 2022     | Буде визначено       |
| 54    | 12         | «Species Ten-C» «Вид десять-С»               | Олатунде Осунсанмі                | Кайл Джарроу                                 | 10 березня 2022    | Буде визначено       |
| 55    | 13         | «Coming Home» «Повернення додому»            | Олатунде Осунсанмі                | Мішель Парадайз                              | 17 лютого 2022     | Буде визначено       |

Сезон 5 (2024)
- Офіційний сайт
- Memory Alpha — енциклопедія «Зоряного шляху»
- Forgotten Trek  — матеріали про створення серіалів і фільмів
- Офіційний сайт
- Список епізодів Star Trek: Discovery  на сайті Internet Movie Database (англ.)

| № п/п | № в сезоні | Назва                                            | Режисер               | Сценарист                         | Оригінальний показ | Глядачів у США (млн) |
| ----- | ---------- | ------------------------------------------------ | --------------------- | --------------------------------- | ------------------ | -------------------- |
| 56    | 1          | «Red Directive» «Червона директива»              | Олатунде Осунсанмі    | Мішель Парадайз                   | 4 квітня 2024      | Буде визначено       |
| 57    | 2          | «Under the Twin Moons» «Під місяцями-близнюками» | Даг Аарнікоскі        | Алан Мак-Елрой                    | 4 квітня 2024      | Буде визначено       |
| 68    | 3          | «Jinaal» «Джинаал»                               | Енді Армаганян        | Алан Мак-Елрой                    | 11 квітня 2024     | Буде визначено       |
| 69    | 4          | «Face the Strange» «Обличчям до дивного»         | Лі Роуз               | Шон Кокрен                        | 18 квітня 2024     | Буде визначено       |
| 70    | 5          | «Mirrors» «Дзеркала»                             | Джен Макговен         | Джоанна Лі; Карлос Сіско          | 25 квітня 2024     | Буде визначено       |
| 71    | 6          | «Whistlespeak» «Мова свисту»                     | Кріс Бірн             | Кеннет Лін; Брендон Шульц         | 2 травня 2024      | Буде визначено       |
| 72    | 7          | «Erigah» «Еріга»                                 | Йон Дудковскі         | М. Рейвен Мецнер                  | 9 травня 2024      | Буде визначено       |
| 73    | 8          | «Labyrinths» «Дзеркала»                          | Еммануель Осей-Куффур | Лорен Вілкінсон; Ерік Дж. Роббінс | 16 травня 2024     | Буде визначено       |
| 74    | 9          | «Lagrange Point» «Точка Лагранжа»                | Джоноатан Фрейкс      | Шон Кокран; Арі Фрідман           | 23 травня 2024     | Буде визначено       |
| 75    | 10         | «Life, Itself» «Саме життя»                      | Олатунде Осунсанмі    | Кайл Джарроу; Мішель Парадайз     | 30 травня 2024     | Буде визначено       |

| «Ентерпрайз» | Це незавершена стаття про «Зоряний шлях». Ви можете допомогти проєкту, виправивши або дописавши її. |